# Craig Cobb
Craig Paul Cobb (* 9. Oktober 1951 in Maryville, Missouri) ist ein neonazistischer amerikanischer Aktivist. Cobb vertritt antisemitische Standpunkte und setzt sich für einen „heiligen Rassenkrieg“ (racial holy war) ein, um eine Vorherrschaft der „arischen“ Bevölkerung zu erreichen. Er wird wegen „Hassreden“ von den kanadischen Strafverfolgungsbehörden gesucht und hat ein zehnjähriges Einreiseverbot nach Estland.

## Leben
Craig Cobb ging in Boston zur Schule, dann zum Militär, arbeitete als Taxifahrer auf Hawaii und betrieb einen Lebensmittelladen in dem Dorf Frost in West Virginia. Von dort aus lieferte er unter anderem Neonazi-Material an Schulkinder („Project Schoolyard“).
Mit dem Geld aus einer Erbschaft zog Cobb 2005 nach Tallinn in Estland, um in der Nähe der Stadt eine „weiße Diaspora“ aufzubauen. Wegen seiner rassistischen Aktivitäten und eines Interviews für seinen Blog mit dem ehemals Hakenkreuz tragenden Mitarbeiter des estnischen Justizministeriums Raigo Sõlg, den er als „Führer estnischer Nazis“ bezeichnete, wurde Cobb 2009 verhaftet, des Landes verwiesen und nach Kanada abgeschoben. 2010 verhaftete man ihn in Vancouver wegen Hassreden (Verstoß gegen die Menschenrechtsklausel im kanadischen Strafrecht). Cobb kam gegen Auflagen vorläufig frei, begab sich in die USA und meldete sich entgegen der Auflagen nicht in Kanada zurück.
Anschließend erregte Craig Cobb Aufmerksamkeit durch den Versuch, in dem kleinen Dorf Leith in North Dakota eine Enklave für Gleichgesinnte zu errichten. Er drohte in seinem Blog, sobald man die „weiße Vorherrschaft“ in der Gemeindeverwaltung von Leith erreicht habe, würden „linksgerichtete Journalisten oder Antis […], die kommen und Schwierigkeiten machen“, verhaftet werden. Die Ereignisse um den Übernahmeversuch bis zu seinem Prozess wurden von Michael Beach Nichols und Christopher K. Walker in ihrem Dokumentarfilm Welcome to Leith dargestellt, der auf dem Sundance Film Festival 2015 uraufgeführt wurde. Nach einer sechsmonatigen Gefängnisstrafe gab Cobb das Projekt auf. 2015 wurde bekannt, dass er stattdessen einen neuen Anlauf in der 28-Einwohner-Stadt Antler (North Dakota) unternahm.
2013 unterzog sich Cobb für eine Fernsehsendung einem Gentest. Das Resultat, dem zufolge er 14 % Subsahara-afrikanische Gene in sich trüge, wurde in einer US-Talkshow bekanntgegeben, in der er zu Gast war. In derselben Sendung wies Cobb dieses Ergebnis als „statistisches Rauschen“ zurück.
Im Jahr 2015 versuchte Cobb, Grundstücke im Wert von 69.000 US-Dollar in Antler, North Dakota, zu erwerben, um die Stadt zu übernehmen und sie in „Trump“ umzubenennen. Dies ist eine Anspielung auf Donald Trump, den Cobb nach eigenen Angaben bewundert.